# 哈瓦那 (阿拉巴馬州)
哈瓦那（英語：Havana）是一個位於美國阿拉巴馬州黑爾縣的非建制地區。該地的面積和人口皆未知。

## 地理
哈瓦那的座標為32°53′42″N 87°37′13″W / 32.895°N 87.62027°W，而該地的平均海拔高度為123米（即404英尺）。